# Хаори
Хаори (яп. 羽織) — японский жакет прямого покроя без пуговиц, надеваемый поверх кимоно или с хакама. Полы хаори придерживает шёлковый шнур «хаори-химо» (яп. 羽織ひも), диаметром чуть более сантиметра и длиной 15 см, зачастую завязанный декоративным узлом. Обычная длина хаори — ниже пояса, но выше колена; материал зависит от сезона: летние хаори шьют из лёгких материалов без подкладки, зимние же могут быть хлопковыми, шерстяными и подбитыми ватой. Рукава либо повторяют форму кимоно (и тогда хаори надевается с ним), либо, для европейской одежды, аналогичны европейским и имеют манжеты.

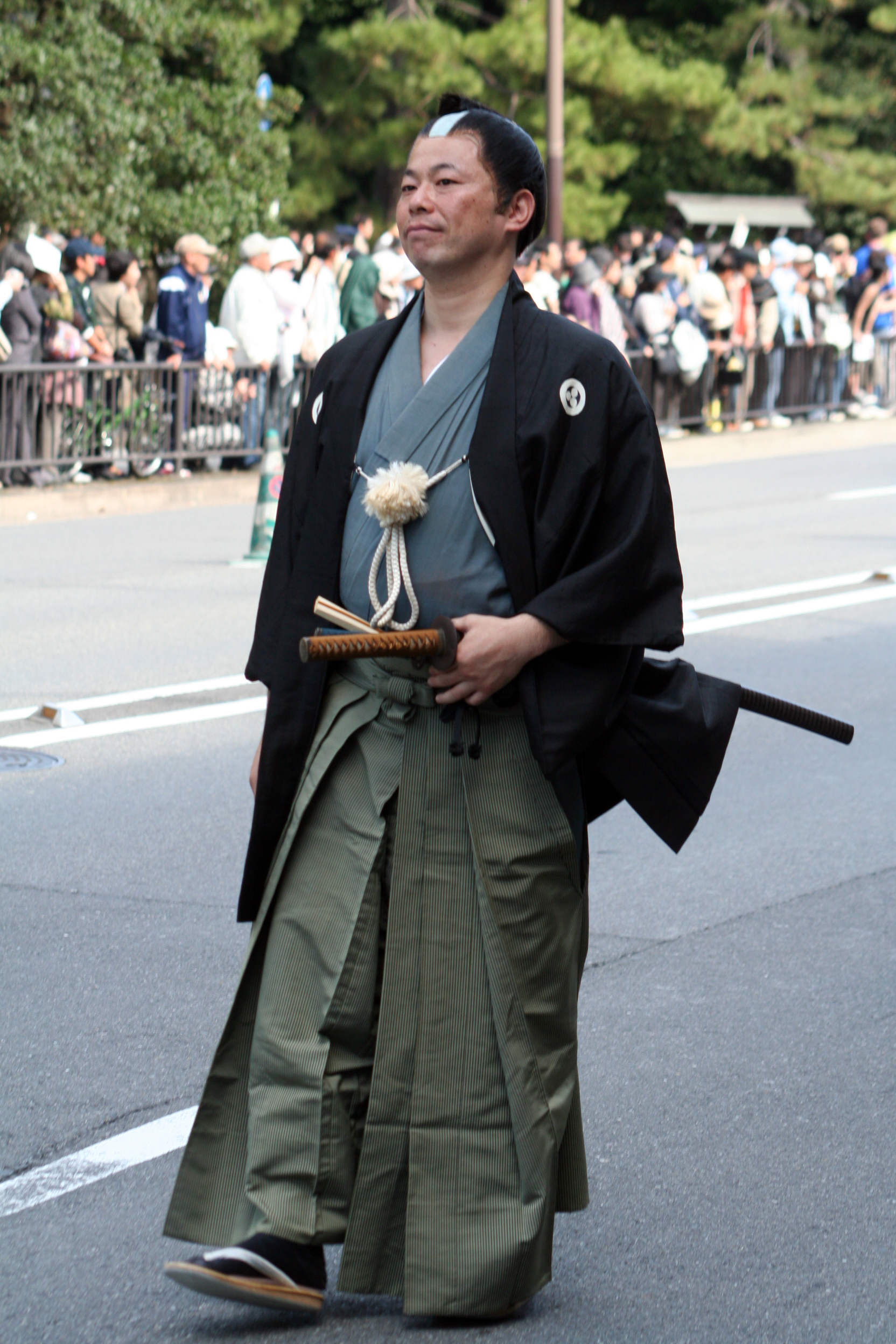
Мужчина в чёрном хаори с гербами на фестивале Дзидай-мацури

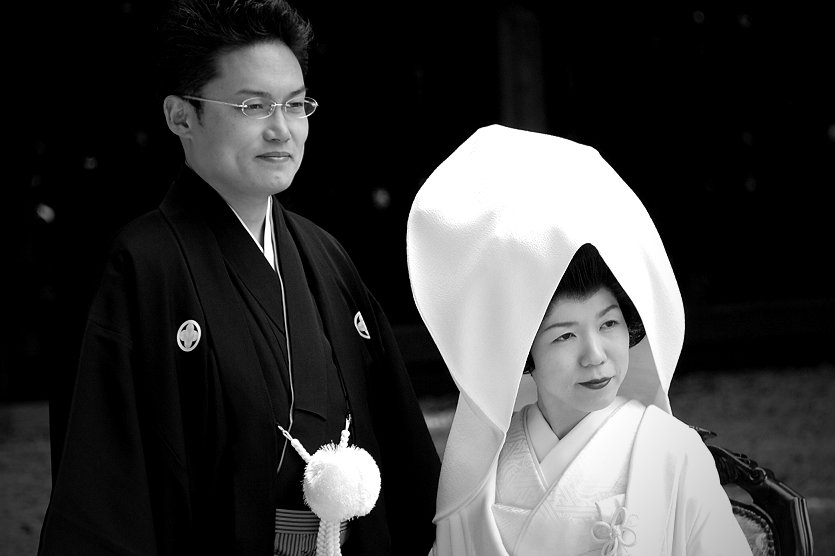
Японский жених в чёрном хаори на свадебной церемонии

Хаори появилось в период Момояма и изначально было одеждой путешественников, но к концу периода Эдо стало церемониальным одеянием, исключительно самурайской одеждой. Походный военный вариант хаори называется дзимбаори. С XIX века хаори стали носить и женщины (первыми были гейши токийского ханамати Фукагава (яп. 深川), их даже стали называть «гейши в хаори» (яп. 羽織芸者) или просто «хаори»; к 1930-м годам женские хаори стали обычной одеждой). Женское хаори, в отличие от мужского, обычно пёстрое и имеет несшитые участки рукава и проймы, как кимоно. Наиболее торжественны чёрные шёлковые хаори с гербами (одинаковы для мужчин и женщин), повседневные мужские разновидности шьют из тёмных тканей, часто полосатой расцветки, но даже образцы сдержанной расцветки могут иметь искусно расписанную подкладку. Расцветка хаори должна подходить к кимоно.
В современной Японии хаори — обычная одежда актёров в традиционном театре всех видов. Также хаори носят исполнители традиционной музыки, при этом вместо гербов на хаори может располагаться символика фирмы-спонсора или музыкального клуба. Чёрное хаори с гербами носит жених на традиционной свадьбе, мальчики на праздник Сити-го-сан, а также родственники умершего на похоронах. Различные узлы на хаори-химо имеют собственное значение, искусство их завязывания высоко ценится. Помимо Японии хаори, как и остальная японская одежда, распространена у японской диаспоры.